# Музей филателии (Оахака)
Музей филателии Оахаки (исп. Museo de la Filatelia de Oaxaca) — музей в городе Оахака-де-Хуарес, расположенный в одноимённом мексиканском штате. Посвящён распространению филателии и коллекционирования. Основан 9 июля 1998 года в историческом центре города по инициативе Фонда Альфредо Арпа Элу, который передал в дар филателистическую коллекцию Альфредо Арпа Элу. В музее находится библиотека имени Хосе Лоренсо Коссио и Косио, специализирующаяся на филателии.

## История
Идея создания музея родилась в 1996 году после филателистической выставки из коллекции Альфредо Арпа Элу в Институте графических искусств Оахаки. В 1998 году Фонд Арпа Элу переоборудовал под музей здание, ранее служившее штаб-квартирой официальной государственной газеты, расположенное недалеко от бывшего монастыря Санто-Доминго. Здание было отреставрировано в 1998 и 2001 годах. В 2001 году архитектурный проект выполнил Даниэль Лопес Сальгадо, а дизайн музея — Марта Эллион и Алехандра Мора Веласко.

## Коллекция музея
Коллекция музея насчитывает около 200 тысяч экспонатов, включая «Чёрный пенни» — первую в мире почтовую марку и первую марку, выпущенную в Мексике, а также полную коллекцию марок, выпущенных в стране с 1856 года.